# Afroleptomydas campsomeroides
Afroleptomydas campsomeroides är en tvåvingeart som beskrevs av Hesse 1969. Afroleptomydas campsomeroides ingår i släktet Afroleptomydas och familjen Mydidae. Inga underarter finns listade i Catalogue of Life.